# Thyca hawaiiensis
Espèce
Thyca hawaiiensis est une espèce de petits mollusques gastéropodes de la famille Eulimidae.

## Description
L'holotype mesure 10 mm.

## Répartition
L'espèce est présente dans le bassin Indo-Pacifique, notamment à Hawaï.

## Systématique
Le nom valide complet (avec auteur) de ce taxon est Thyca hawaiiensis Warén, 1980.
Thyca hawaiiensis a pour synonyme :
- Thyca (Bessomia) hawaiiensis Warén, 1980

### Étymologie
Son épithète spécifique, composée de hawaii et du suffixe latin -ensis, « qui vit dans, qui habite », lui a été donnée en référence à sa localité type, Hawaï. 

### Publication originale
- (en) Anders H. Warén, « Revision of the genera Thyca, Stilifer, Scalenostoma, Mucronalia and Echineulima (Mollusca, Prosobranchia, Eulimidae) », Zoologica Scripta, vol. 9,‎ 1980, p. 187-210 (lire en ligne, consulté le 14 août 2017)